# Silsden
Silsden est une ville de la Cité de Bradford, dans le Yorkshire de l'Ouest, en Angleterre.